# Анджела Алсобрукс
Анджела Деніс Алсобрукс (англ. Angela Deneece Alsobrooks; нар. 23 лютого 1971) — американська юристка і політкиня, яка з 2025 року обіймає посаду молодшого сенатора США штату Меріленд від Демократичної партії. З 2018 по 2024 рік вона працювала виконавчим директором округу Принс-Джордж штату Меріленд, а з 2010 по 2018 рік — прокурором округу.
Вона є першою жінкою-керівником округу Прінс-Джордж і першою чорношкірою жінкою-керівником округу в історії штату Меріленд.

## Життєпис
Анджела Алсобрукс народилася в Сенеці штату Південна Кароліна у сім'ї дистриб'ютора The Washington Post і продавця автомобілів Джеймса Алсобрукса та портьє Патриції Алсобрукс. Її сім'я переїхала з Сенеки до Меріленда в липні 1956 року, невдовзі після того, як її прадід Дж. С. Джеймс був застрелений поліцейським Чарльзом Лі під час чинення опору арешту.

### Освіта
Алсобрукс провела своє дитинство у місцевості Кемп-Спрінгс у Меріленді та відвідувала середню школу Бенджаміна Баннекера у Вашинґтоні федерального округу Колумбія. Вона отримала бакалаврат з державної політики та афроамериканських досліджень в Дюкському університеті в 1993 році та ступінь доктора права в Школі права Мерілендського університету в 1996 році.

### Юридична кар'єра
Анджела працювала клерком в юридичних фірмах "DLA Piper" і "DeCaro, Doran", а також у суддів окружного суду Вільяма Д. Куорлза молодшого та Донни Гілл Стейтон. У 1997 році вона почала працювати помічником державного прокурора в окрузі Принс-Джордж, де їй було призначено розглядати справи про домашнє насильство. У 2002 році вона пішла з офісу прокурора штату, щоб стати представником освіти округу Джека Б. Джонсона. У 2003 році була призначена виконавчим директором районної податкової служби.

### Політична кар'єра

#### Державний прокурор Принс-Джордж
Анджела Алсобрукс була обрана на посаду державного прокурора округу Принс-Джордж штату Меріленд два рази у 2010 та 2014 роках, ставши першою жінкою та наймолодшою людиною на посаді в історії округу.
На посаді Анджела поєднувала жорстоку боротьбу зі злочинністю із прагненням до реабілітації неповнолітніх правопорушників. Вона ініціювала створення спеціальної групи яка займалася справами економічних злочинів, корупції серед посадовців та випадками неправомірної поведінки поліції. Під керівництвом Анджели рівень злочинності в окрузі скоротився на 50% та офіс державного прокурора отримав додаткове фінансування, що дозволило розширити штат адвокатів у державній прокуратурі. Вона також запровадила нову систему розподілу прокурорів за шістьма поліцейськими округами, щоб забезпечити більш цілеспрямований підхід до розгляду справ у кожному регіоні.
Анджела Алсобрукс також співпрацювала з генеральним прокурором Каліфорнії Камалою Гарріс над впровадженням програми щодо зменшення рівня рецидивів у Принс-Джордж.

#### Вибори округу 2018 року
28 липня 2017 року Анджела Алсобрукс оголосила про свій намір балотуватися на посаду виконавчої влади округу Принс-Джордж. На праймеріз Демократичної партії Алсобрукс здобула перемогу, набравши 61,8% голосів та випередивши вісьмох своїх суперників. На загальних виборах її опонентом став республіканець Джеррі Матіс, який 29 серпня 2018 року зняв свою кандидатуру та висловив підтримку Алсобрукс. Це фактично залишило її без конкурентів, що дозволило здобути їй однозначну перемогу у 98,9%.

#### Вибори губернатора 2022 року
Анджелу Алсобрукс розглядали як потенційного кандидата на посаду губернатора штату Меріленд у 2022 році, однак вона вирішила зосередитися на переобранні на пост виконавчої влади округу.

#### Вибори до Сенату 2024 року

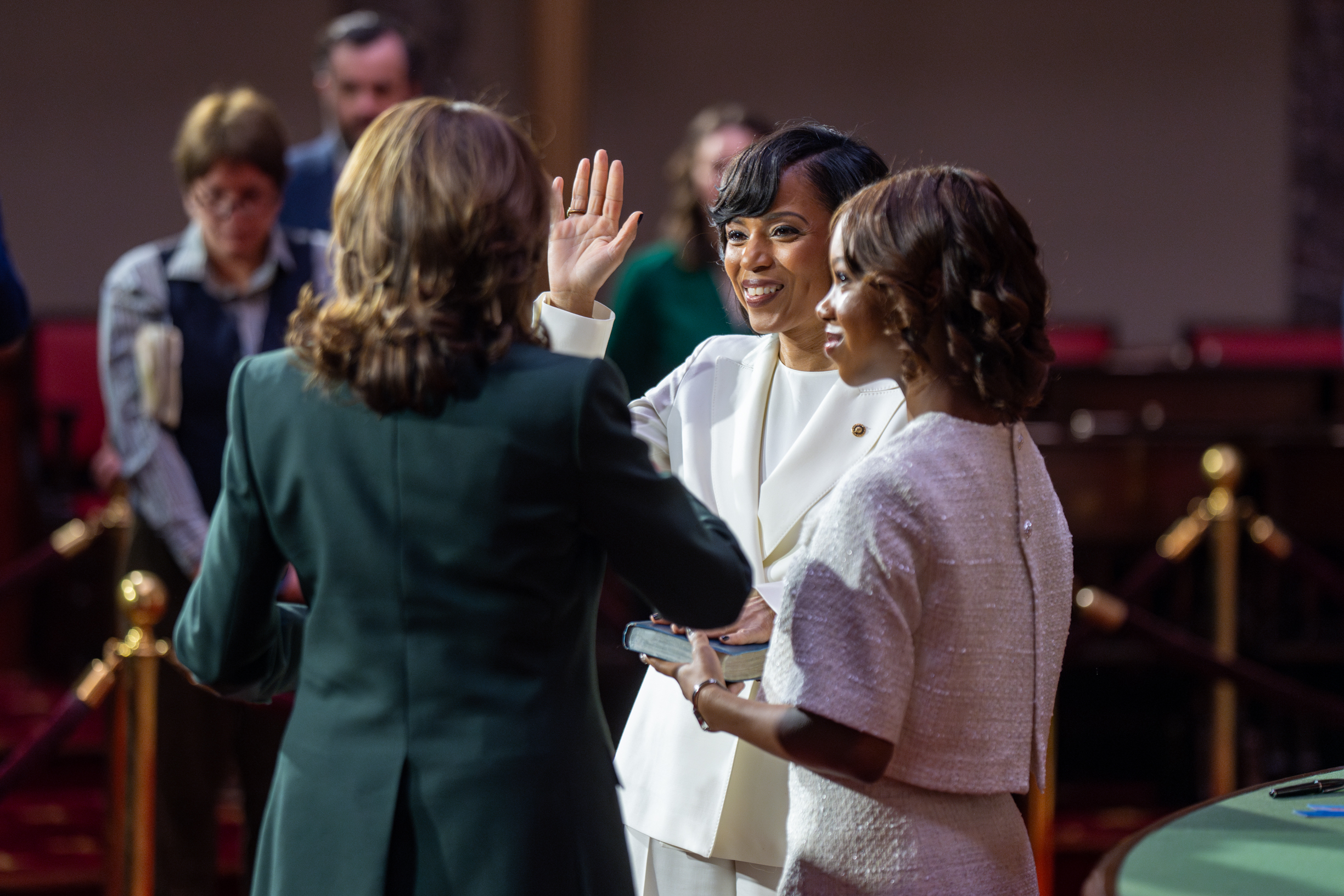
Анджела Алсобрукс складає присягу до Сенату США від віце-президентки Камали Гарріс

9 травня 2023 року Аджела Алсобрукс оголосила про свою кандидатуру на виборах до Сенату США в 2024 році від штату Меріленд. 14 травня 2024 року вона виграла праймеріз, набравши 54% голосів та склала присягу у Сенат 3 січня 2025 року.

## Політичні переконання

### Україна
Алсобрукс підтримує Україну в російсько-українській війні та під час своєї кампанії до Сенату США у 2024 році заявляла про підтримку законодавства щодо надання іноземної допомоги Україні. Вона також висловлювала зацікавленість у надаванні дозволу Україні приєднатися до НАТО. Називала президента Росії Володимира Путіна диктатором і тираном та висловлювала розчарування щодо зусиль республіканців затримати законопроєкти по військовій допомозі Україні. У лютому 2025 року Анджела розкритикувала президента Дональда Трампа за його звинувачення України та президента України Володимира Зеленського. Вона назвала це «дурною заявою, яка дає зрозуміти, що цей президент більше зацікавлений у допомозі Путіну, ніж у захисті наших союзників».

## Особисте життя

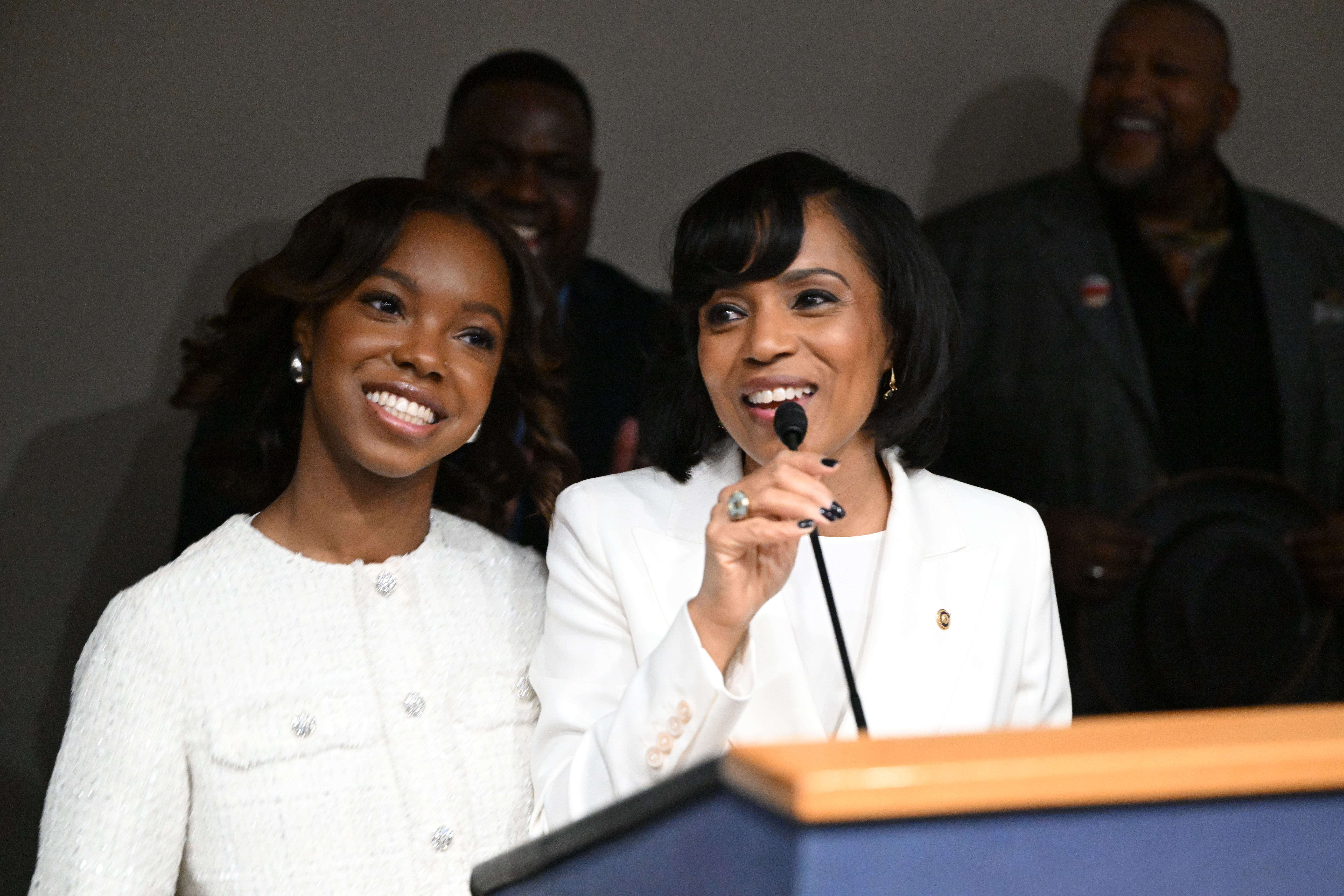
Анджела Алсобрукс (справа) поряд з її донькою (зліва) у 2025 році

Анджелі Алсобрукс діагностували синдром дефіциту уваги з гіперактивністю у віці восьми років, що змусило її відвідувати молодіжні театральні програми в Університеті Говарда. У її дочки також СДУГ.
Анджела повідомила що її прізвище Алсобрукс має західноафриканське або індіанське походження.